# Ґрабник (Ґродзиський повіт)
Ґрабник (пол. Grabnik) — село в Польщі, у гміні Якторув Ґродзиського повіту Мазовецького воєводства.
Населення — 16 осіб (2011).
У 1975-1998 роках село належало до Скерневицького воєводства.

## Демографія
Демографічна структура станом на 31 березня 2011 року:
|          | Загалом | Допрацездатний вік | Працездатний вік | Постпрацездатний вік |
| -------- | ------- | ------------------ | ---------------- | -------------------- |
| Чоловіки | 10      | 0                  | 10               | 0                    |
| Жінки    | 6       | 0                  | 6                | 0                    |
| Разом    | 16      | 0                  | 16               | 0                    |